# José Meiffret
José Meiffret (* 27. April 1913 in Boulouris-sur-Mer; † 16. April 1983 in Montier-en-Der) war ein französischer Radrennfahrer, der insgesamt 13 Stunden- sowie Geschwindigkeitsrekorde aufstellte.

## Jugend
José Meiffret wurde im kleinen Ort Boulouris an der französischen Riviera geboren. Seine Eltern starben, als er noch jung war, und er musste für seinen eigenen Unterhalt und den seiner Großmutter sorgen. Ein Motorradfahrer, der ihn beim Radfahren verletzt hatte, schenkte ihm zur Wiedergutmachung ein neues Fahrrad, mit dem er fortan ständig unterwegs war.

## Radsport-Karriere
Meiffret war äußerst ehrgeizig und verschaffte sich einen Vorsprechtermin bei Henri Desgrange, dem Begründer der Tour de France, der ihm riet, sich dem Stehersport zuzuwenden. Bald feierte er erste Erfolge, doch der Ausbruch des Zweiten Weltkriegs beendete seine Radsport-Karriere vorerst.
Nach dem Krieg verlegte sich Meiffret darauf, Rekorde auf dem Rad aufzustellen. Am 28. Juni 1950 fuhr er auf dem Grenzlandring bei Mönchengladbach – hinter Schrittmacher Walter Winter auf einem 750-cm³-BMW-Motorrad – einen neuen Stundenweltrekord. Die Veranstaltung wurde von dem in Erkelenz geborenen Radsport-Journalisten und -Funktionär Wolfgang Gronen organisiert, der auch die Rennmaschine hatte bauen lassen; 15.000 begeisterte Zuschauer säumten die rund neun Kilometer lange Strecke, die von Meiffret knapp zwölfmal befahren wurde. Er stellte eine neue Rekordmarke von 104,875 Kilometern auf, gegenüber der alten Marke von 96,480 Kilometern des Franzosen Georges Paillard aus dem Jahr zuvor.
Anschließend suchte der ehrgeizige Meiffret neue Herausforderungen und beschloss, einen neuen Geschwindigkeitsrekord hinter einem Auto aufzustellen und den damaligen Rekord des Franzosen Alfred Letourneur zu schlagen. Bei einer seiner Rekordfahrten auf der Radrennbahn von Montlhéry verunglückte er so schwer, dass die Ärzte wochenlang um sein Leben rangen. Zudem musste er lange Zeit um die Versicherungssumme klagen, da die Versicherung sich zunächst weigerte, die vereinbarte Prämie zu zahlen. Nach seiner Genesung zog sich José Meiffret in ein Trappistenkloster zurück und schrieb dort sein erstes Buch „Bréviaire du champion cycliste“, las philosophische Bücher und schrieb Hunderte von Briefen an seine Freunde, zu denen auch Jean Cocteau zählte.
Im Juli 1962 stellte der inzwischen 49-jährige Meiffret, der in seinem Leben nie mehr als 60 kg wog, einen weiteren vielseits beachteten Geschwindigkeitsrekord auf der Autobahn bei Freiburg auf, als er hinter einem Mercedes-Benz 300 SL die Höchstgeschwindigkeit von 204 km/h erreichte. In der Hosentasche trug Meiffret, der zeit seines Lebens trotz seiner aufsehenerregenden Rekordfahrten unter Geldsorgen litt, einen Zettel mit folgendem Text: „Im Falle eines tödlichen Unfalls bitte ich die Zuschauer kein Mitleid mit mir zu haben. Ich bin ein armer Mann, ein Waisenkind seit dem elften Lebensjahr, und habe viel durchgemacht. Der Tod macht mir keine Angst. Dieser Rekordversuch ist meine Art mich selbst zu verwirklichen. Wenn der Arzt nichts mehr für mich tun kann, beerdigt mich bitte neben der Strecke, wo ich gestürzt bin.“
Seine Leistungen inspirierten die Zeitungen zu immer wieder neuen Beinamen für Meiffret wie „Le Gagarine du vélo“ oder „Trompe la mort“.
Meiffret versuchte sich nach seinem Rekord auch in einem Steherrennen in Köln gegen Walter Lohmann, wobei er mit vielen Runden Rückstand unterlag. Seine letzten Rekordfahrten bestritt er im Alter von 60 Jahren 1973.

## Privates
José Meiffret war neben seinen radsportlichen Aktivitäten als Nelkenzüchter in der Nähe von Nizza sowie als Journalist tätig. 1953 züchtete er aus der Nelke namens „Marcel Cerdan“ eine eigene Sorte und nannte sie „Meiffret“. Er starb im Alter von 70 Jahren eines natürlichen Todes.

## Liste der Rekorde

### Hinter Motorrad
- 30. September 1937 Nizza–Cannes-Nizza: 63 km – 1:06, 02 Stunden
- 7. September 1949 Toulouse: 1 Stunde – 87,918 Kilometer
- 28. Juni 1950 Grenzlandring: 1 Stunde – 104,880 Kilometer
- 5. Oktober 1950 Duisburg: 1 km – 25,806 Sekunden (139,50 km/h)
- 21. Oktober 1973 Miramas: 1 km – 24,9 Sekunden (144,578 km/h)
- 27. Oktober 1973 Miramas: 1 km – 24,6 Sekunden (146,341 km/h)
- 27. Oktober 1973 Miramas: 1 Stunde – 109,113 Kilometer

### Hinter PKW
- 13. Oktober 1951 St. Élix-Noé: 1 km – 20,5 Sekunden (175,609 km/h)
- 29. September 1961 Lahr: 1 km – 20,396 Sekunden (176,500 km/h)
- 2. November 1961 Lahr: 1 km – 20,390 Sekunden (178,557 km/h)
- 12. November 1961 Lahr: 1 km – 20,120 Sekunden (178,926 km/h)
- 12. November 1961 Lahr: 1 km – 19,290 Sekunden (186,625 km/h)
- 19. Juli 1962 Freiburg: 1 km – 17,580 Sekunden (204,788 km/h)

## Auszeichnungen
Für seine Autobiografie Mes rendez-vous avec la mort wurde Meiffret 1965 mit dem „Grand Prize for Sports Writing“ sowie dem „Prix Sobrier-Arould“ der Académie française ausgezeichnet.

## Werke
- Bréviaire du champion cycliste. Subervie, Rodez 1957.
- Mes rendez-vous avec la mort. Flammarion, Paris 1965.